# Bergfeldsee
Der Bergfeldsee ist ein Baggersee in Poing in Oberbayern, der später erheblich erweitert und zum Naherholungsgebiet ausgebaut wurde. Das Gelände ist 49.000 m² groß, davon 13.000 m² Wasseroberfläche. Ein kleiner Biergarten, zwei Volleyballsandplätze und ein Parkplatz ergänzen das Freizeitangebot.

## Geschichte
Der See wurde am 30. Juli 2005 als Freizeit- und Badesee eröffnet und zwei Jahre später offiziell mit Bergfeldsee benannt. Im Sommer 2009 erfolgte eine großflächige Erweiterung, die unter anderem eine Freimachung des Geländes mit archäologischer Beobachtung und der Abbau des Kieses beinhaltete. Es folgte der Durchstich zum Badesee. 2010 wurden Beachvolleyballfelder und ein Wasserspielplatz angelegt, 2011 stellte man die Bepflanzung der Grünflächen fertig.
Zwischen 2011 und 2019 schwamm eine 16 m² große Badeinsel auf der Mitte des Sees. Die Badeinsel wurde am 13. Juni 2019 nach Rücksprache mit dem Versicherungsträger der Gemeinde Poing aufgrund mangelnder Sicherheitsmaßnahmen abgebaut.

## Weblinks

Bilder
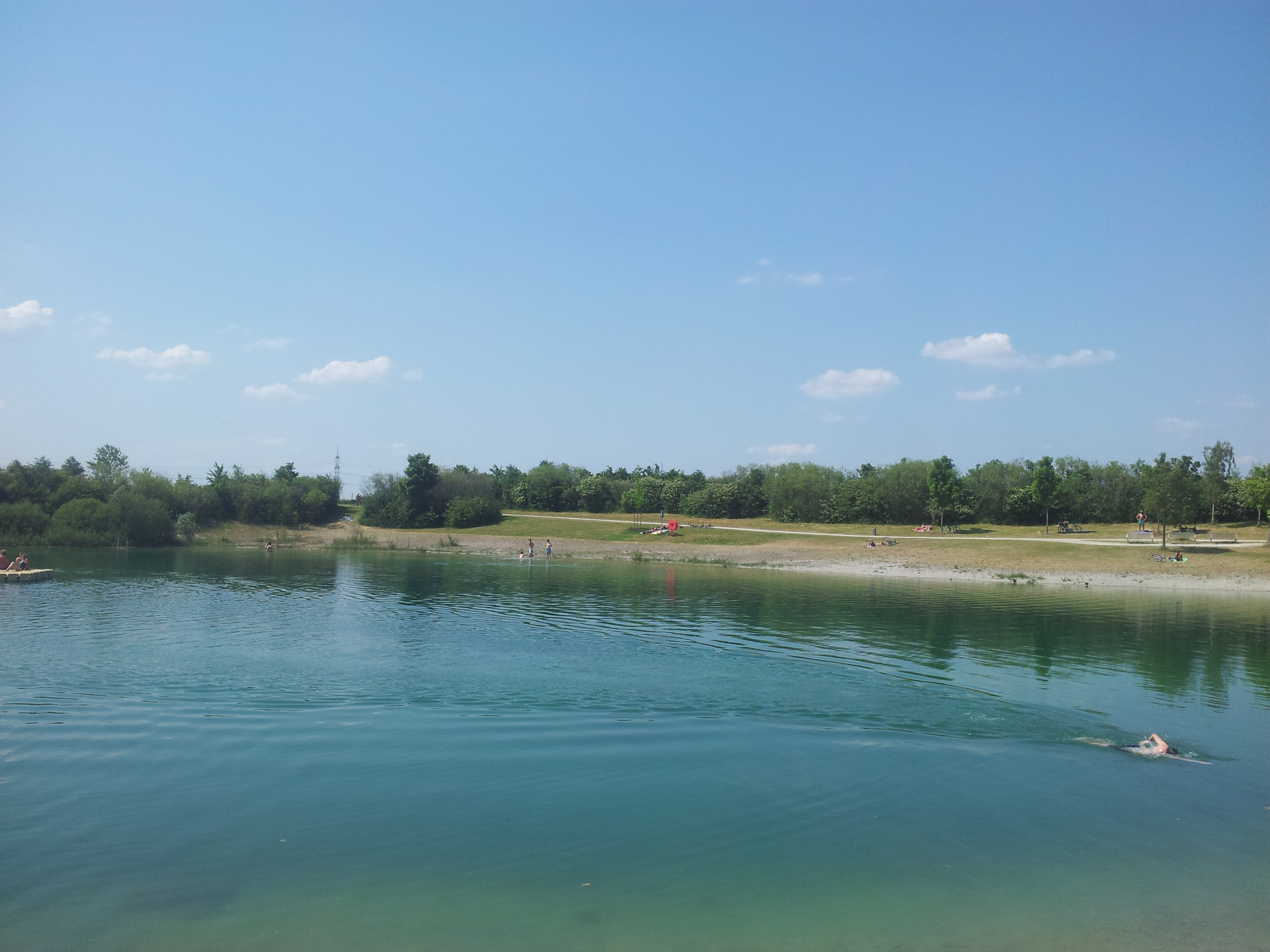
Der Bergfeldsee nach der Erweiterung
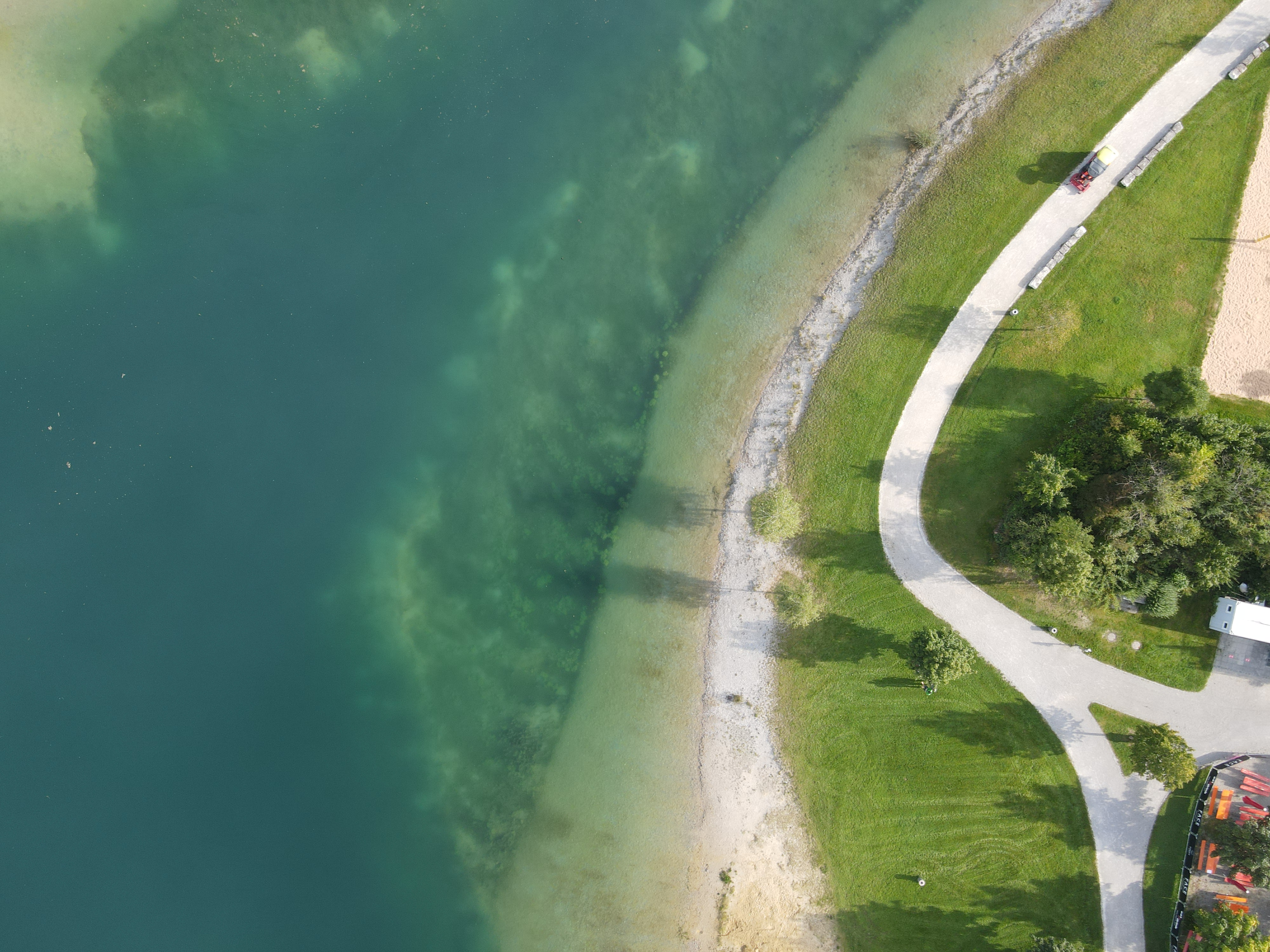
Nahe Luftaufnahme über dem Bergfeldsee
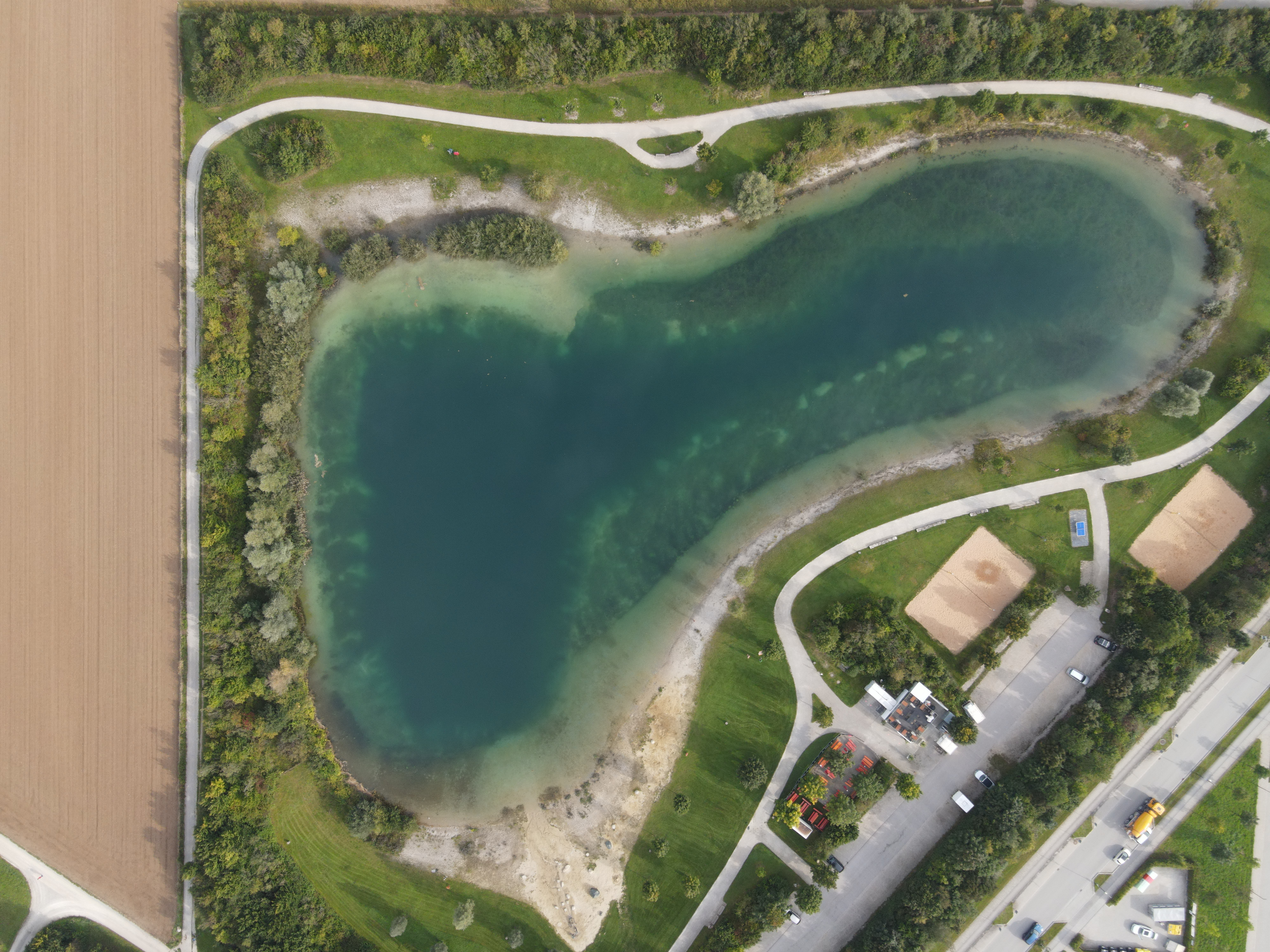
Luftaufnahme mit der Gesamtfläche des Sees